# Панаре (язык)
Панаре — один из карибских языков. Имеется около 3540 носителей (по данным на 2001 год), проживающих в венесуэльском штате Боливар, к югу от города Кайкара-дель-Ориноко. Большинство женщин-носителей — монолингвы; мужчины обычно в разной степени владеют испанским.
Выделяют несколько диалектов. Самоназвание языка — eñapa, что можно по-разному перевести в зависимости от контекста. Характерный порядок слов: OVS и SVO.